# Néfertiabet
La princesse Néfertiabet est sans doute une fille ou une sœur du roi Khéops (IVe dynastie). Elle épouse Oupemnéfret  qui hérite ainsi du titre de prince.
Une stèle en calcaire enduit et peint de couleurs vives, du type slab stela (« stèle pancarte ») conservée au Louvre, provenant du mastaba (G1225) qu'elle s'était aménagé à Gizeh, la représente assise devant une table d'offrandes, vêtue d'une robe moulante en peau de panthère, couvrant son épaule et son bras gauche, ce qui indique sa fonction de prêtresse.
Cette stèle constitue l’un des rares monuments de la famille du pharaon Khéops. Le nom de la princesse est inscrit au-dessus de sa tête, « La fille royale, Néfertiabet », tandis que de chaque côté de la table, on trouve la formule résumée de l’offrande dont la défunte bénéficiera à jamais.
Son état de conservation exceptionnel est dû au fait qu'elle a été retrouvée in situ, la face ornée protégée par une couche d'enduit, tout comme celle de son époux (mastaba G1201 à Gizeh), elle aussi remarquablement conservée. Ce procédé de scellement, tout à fait inhabituel, mais commun aux stèles de cette catégorie retrouvée dans le cimetière Est de la pyramide de Khéops, reste pour le moment inexpliqué. Ce cimetière abrite les tombeaux des proches du pharaon et a également livré la plupart des fameuses « têtes de réserve », véritable galerie de portraits de la famille ou des courtisans du règne de Khéops. Une statue de Néfertiabet (musée archéologique de Munich), elle aussi retrouvée dans son tombeau, révèle une facture nettement moins raffinée que cette stèle.
Le texte donne une liste très précise de tous les produits, leur quantité (le signe hiéroglyphique 1 000 qui les multiplie ainsi par milliers pour l’éternité). Y figurent, entre autres, pains, bière, figues, caroubes, jujubes, huile, canards et cuisses de bœuf, tissus, encens, fard vert et fard noir, etc. pour que, dans l'au-delà, survive Néfertiabet.